# Walter Maurer
Walter Stark Maurer (Kenosha, 9 maggio 1893 – Chicago, 18 maggio 1983) è stato un lottatore statunitense, specializzato nella lotta libera.

## Palmarès

### Olimpiadi
- Bronzo a Anversa 1920 nei pesi medio-massimi.